# Топлянська нива
Топлянська нива (Toplianska niva) — водно-болотне угіддя в Словаччині; геоморфологічна підодиниця масиву Східнословацька низовина. Середні висоти — 130 метрів. Місце розташування — Пряшівський край.